# Annika Sörenstamová
Annika Sörenstamová (nepřechýleně Sörenstam, * 9. říjen 1970, Bro) je bývalá švédsko-americká profesionální golfistka. Za svou kariéru vyhrála 93 turnajů, z toho 73 na LPGA Tour, což ji staví na třetí místo v historické tabulce LPGA Tour. Vyhrála též 10 tzv. majors (5 nejdůležitějších golfových turnajů): 3x Kraft Nabisco (2001, 2002, 2005), 3x LPGA Championship (2003, 2004, 2005), 3x US Open (1995, 1996, 2006), 1x British Open (2003). Osmkrát byla vyhlášena golfistkou roku LPGA. Roku 2004 získala cenu Laureus pro nejlepší sportovkyni světa. Od roku 2006 má kromě švédského i americké občanství.